# 브란돈 소피
비아누주니오르 브란돈 데플로 소피(프랑스어: Beanou-Junior Brandon Deflo Soppy, 2002년 2월 21일 ~ )는 프랑스의 축구 선수이다. 그의 포지션은 오른쪽 풀백으로, 현재 독일 2. 분데스리가의 샬케 04에서 활약하고 있다.

## 클럽 경력
소피는 보비니에서 축구를 시작하였고, 12-13세의 나이에 CFFP에 입단하였다. 그는 INF 클레르퐁텐으로 이적하였고, 이후 렌 유소년 아카데미에 입단하였다. 그는 16세의 나이에 렌과 첫 프로 계약을 맺었고, 이듬해 그는 샹피오나 나시오날 3의 리저브 팀에서 뛰었다. 2020년 8월, 소피는 2-2로 비긴 릴과의 경기에서 리그 1 데뷔전을 치렀다.
2021년 여름, 그는 세리에 A의 우디네세에 이적하였고, 2021-22 시즌에 리그 28경기 출전과 합해 총 30경기에 출전하였다. 2022년 8월 19일, 소피는 같은 세리에 A의 아탈란타로 이적했다.

## 플레이스타일
처음에 중앙 수비수였던 소피는 렌에서의 1년을 끝으로 오른쪽 풀백으로 포지션을 변경했다.